# Mary Antin
Pour les articles homonymes, voir Antin (homonymie).
Mary Antin, née le 13 juin 1881 à Polotsk (Empire russe) et morte le 15 mai 1949 à  Suffern (État de New York) est une femme de lettres américaine, militant pour les droits des immigrés.

## Biographie

### Sa jeunesse

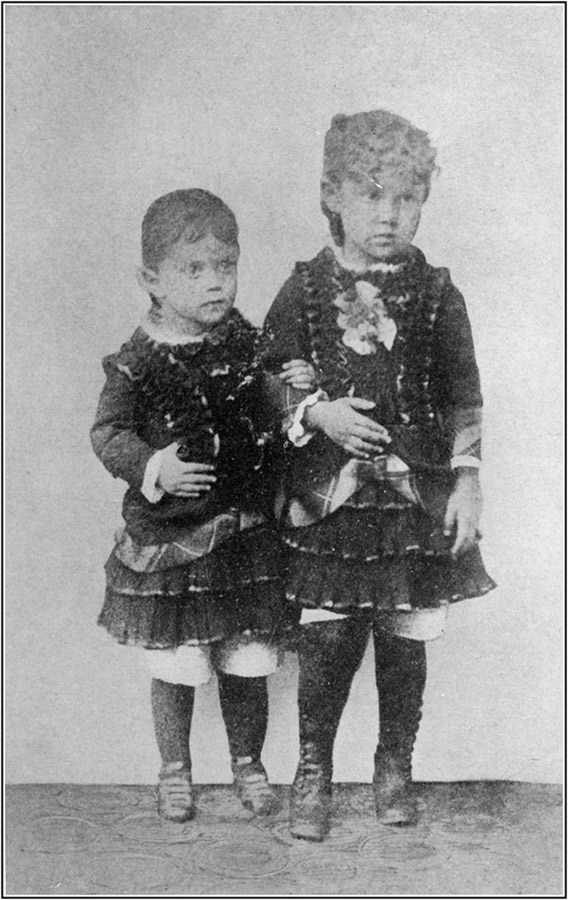
Mary Antin (Mashke) et sa sœur Fetchke, enfants

Mary (Maryashe) Antin nait en 1881 à Polotsk (actuellement en Biélorussie) dans la zone de Résidence, où étaient contraints d'habiter les Juifs de l'Empire russe. Elle est la fille d'Israel Antin, un érudit mais piètre commerçant, et d'Esther (Hannah Hayye) Weltman, sa femme. Comme beaucoup de Juifs de la zone de Résidence, sa famille subit les et restrictions, persécutions et violences des pogroms déclenchés après l'assassinat du tsar Alexandre II en 1881. 
Israel quitte la Russie en 1891 et s'installe à Boston, où il est rejoint trois ans plus tard par sa famille. La famille emménage dans un immeuble de rapport, situé dans une zone déshéritée de Boston, sur Dover Street, près du croisement avec la Harrison Avenue. Mary fréquente la Boston Girls' Latin School, et voit son premier poème sur George Washington publié dans le Boston Herald alors qu'elle n'a que quinze ans. Elle acquiert alors une certaine célébrité locale. Brillante dans ses études, son intelligence et ses dons littéraires attirent l'attention de ses professeurs. En 1898, lors de la remise des diplômes de son école, elle est présentée « comme l'illustration de ce que l'alliance du système américain d'éducation gratuite et de l'immigrant européen peut faire de mieux. » 
La situation financière de la famille est désespérée. Heureusement un des responsables de la communauté juive locale, Hattie L. Hecht, persuade Philip Cowen, l'éditeur du magazine hebdomadaire The American Hebrew de publier le premier livre de Mary Antin, en rassemblant les lettres qu'elle a écrites en 1894 à un de ses oncles resté en Russie, lui détaillant le voyage de sa famille d'Europe en Amérique. Traduit du yiddish, le livre est publié en 1899 sous le titre From Plotzk to Boston, le nom de sa ville natale ayant été mal transcrit. Les revenus du livre permettent à Mary Antin de poursuivre ses études à New York, au Teachers College de l'université Columbia (1901–1902)  et au Barnard College (1902-1904). 

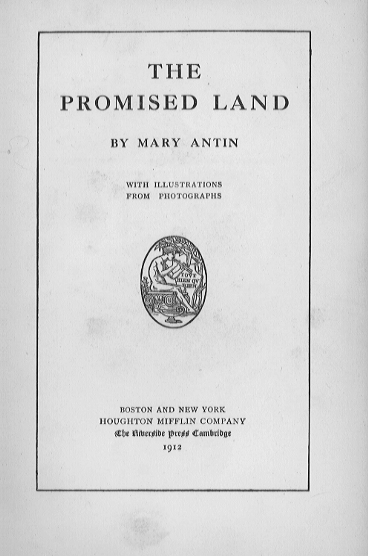
Livre: The Promised Land - 1912

### Son mariage et la célébrité
Lors d'une sortie éducative organisée par Hale House une colonie de vacances du South End, elle rencontre le géologiste Amadeus Grabau (1870–1946), le fils et petit-fils d'un pasteur luthérien d'origine allemande. Ils tombent amoureux l'un de l'autre et se marient à Boston le 5 octobre 1901. Ils ont un enfant, Josephine Esther. 
Trop occupée par ses travaux d'écriture et la vie familiale, Mary Antin ne finit pas ses études. La plupart de ses poèmes restent inédits, mais la mort en 1910 de son amie Josephine Lazarus, sœur du poète Emma Lazarus, qui la poussait à écrire sa biographie, la stimule. En septembre 1911, le mensuel culturel Atlantic Monthly publie Malinke’s Atonement (L'expiation de Malinke), un court récit se déroulant à Polotsk qui raconte l'histoire d'une pauvre jeune fille de neuf ans, qui par la foi va acquérir une éducation identique à celle des garçons. Puis deux mois plus tard, Atlantic Monthly publie le premier chapitre de sa biographie qui va devenir son livre le plus célèbre. Les autres chapitres suivent les mois suivants. Dans The Promised Land publié sous forme de livre en 1912 par Houghton Mifflin Co, Mary Antin décrit son assimilation dans la culture américaine, et les nombreuses opportunités offertes en Amérique, contrastant avec l'oppression économique et culturelle subie par les Juifs d'Europe de l'Est. Le livre devient rapidement un best-seller et se vend à plus de 85 000 exemplaires dans les quatre décennies suivantes, chiffre énorme pour l'époque. 
En 1914, elle publie sa dernière grande œuvre They Who Knock at Our Gates (Ceux qui frappent à nos portes), où elle prend position pour la poursuite de l'immigration ouverte à tous sauf aux criminels. Ce livre n'obtient pas le succès de sa biographie. 
Dans les années 1913-1918, devenue célèbre, Mary Antin fait de nombreuses conférences dans tout le pays sur son expérience d'immigrante, devant des publics à majorité juive, vantant le rêve américain, mais aussi le sionisme. Elle qui prône l'intégration et l'assimilation en Amérique des Juifs immigrants, est consciente de ce paradoxe et se justifie dans le magazine sioniste The Maccabaean: « Quand je prends position sous la bannière sioniste, ce n'est en aucun cas incompatible avec ma complète dévotion civique à l'Amérique. »  Mary Antin se lie d'amitié avec un groupe de jeunes Juifs non religieux mais profondément attachés à leur culture, Horace Kallen qui lui suggère de participer à la Conférence des sionistes américains de 1914 à New York, Jessie Sampter, qui émigrera en Palestine en 1919 et essaiera sans succès d'y faire venir Mary Antin, ou Henrietta Szold. Pour eux, « le peuple juif a besoin d'un foyer en Palestine pour le protéger contre les persécutions et pour y développer son héritage culturel. »  
Mary Antin est aussi très impliquée dans le mouvement féministe pour l'obtention du droit de vote des femmes.  Elle devient une fervente partisane de Theodore Roosevelt et de son Progressive Party.  Avant les élections de 1912, où Roosevelt se présente contre William Howard Taft et Woodrow Wilson, elle écrit dans la revue The Outlook de novembre 1912, un article intitulé A Woman to Her Fellow-Citizens (Une femme à ses concitoyens), appelant énergiquement à voter pour Roosevelt. Wilson sera élu. Roosevelt dira plus tard que son soutien au vote des femmes a pour origine son association avec Antin et d'autres femmes comme elle.  

### La mésentente conjugale et sa maladie
Dès l'entrée en guerre des États-Unis, Mary prend fait et cause pour les Alliés. Son mari exprime lui des sentiments pro-allemands, causant de nombreuses disputes dans le ménage. En 1918, contrariée par ces querelles, elle souffre d'une attaque, diagnostiquée comme de la neurasthénie, maladie dont elle ne se remettra jamais complètement. Elle se retire alors de la vie publique.
Les prises de position de son mari, le conduisent à être expulsé de l'Université Columbia où il effectue ses recherches en géologie, après l'obtention de son doctorat. Mary et lui se séparent et Amadeus Grabau part en 1920 s'installer en Chine. Le couple va cependant correspondre, mais jamais Mary n'ira à Pékin revoir son mari. Amadeus Grabau meurt à Pékin en 1946.
Après sa séparation, Mary Antin s'installe dans le Massachusetts où elle passe son temps entre son appartement à Boston, la maison familiale à Winchester et la Gould Farm, un dispensaire thérapeutique, situé à Great Barrington. En 1937, elle écrit un dernier essai, The Soundless Trumpet (La trompette sans son), sur l'anthroposophie de Rudolph Steiner, spiritualité qui l'attire. Cet essai n'obtient aucun succès.
Physiquement invalide, elle passe les dernières années de sa vie chez ses jeunes sœurs, nées en Amérique puis dans une maison de retraite à Suffern (État de New York) où elle meurt d'un cancer le 15 mai 1949. 

## Son œuvre
Les livres de Mary Antin étant tombés dans le domaine public, ils font l'objet de très nombreuses rééditions. Les références ci-dessous ne sont données qu'à titre d'exemple. Il n'existe pas actuellement de traduction de ses livres en français. 
- (en):  From Plotzk To Boston (1899); préface d'Israel Zangwill ; éditeur : Kessinger Publishing, LLC ; 10 septembre 2010 ;  (ISBN 1163930180 et 978-1163930182)
- (en):  The Promised Land (1912) ; éditeur : Penguin Classics ; 1er février 1997 ;  (ISBN 0140189858 et 978-0140189858)
- (en): They Who Knock at Our Gates: A Complete Gospel of Immigration (1914) ; éditeur : Cornell University Library ; 22 septembre 2009 ;  (ISBN 1112423109)
- (en):  Selected Letters of Mary Antin ; éditeur : Syracuse University Press ; juin 2000 ;  (ISBN 0815606079 et 978-0815606079)